# Ebounou
Ebounou (connue aussi sous le nom Ebobou) (signifie en langue avikam "le bout de la forêt")  est une localité du sud-est de la Côte d'Ivoire située dans le département de Grand-Lahou, dans la région des Lagunes.

## Administration
La localité de Ebounou est un des six chef-lieu de commune du département et un chef-lieu de sous-préfecture regroupant 14 villages.
Le village compte quatre grandes familles et est composé de six quartiers. Il est situé à la frontière des départements de Fresco et de Grand-Lahou, sur une presqu'île.
Grand-Lahou comprend six communes: Grand-Lahou, Ahouanou, Lahou-Kpanda, Toukouzou, Bacanda et Ebounou.
Ebounou fait partie des 4 sous-préfecture de Grand-Lahou.